# 福島市議会
福島市議会（ふくしましぎかい）は、福島県の県庁所在地である福島市に設置されている地方議会である。

## 概要

### 任期
4年

### 定数
35人

### 所在地
福島県福島市五老内町3番1号
福島市役所7階
なお、2025年（令和7年）3月1日、本庁舎の西側に市民交流機能と議会機能を備えた複合施設がオープンし、これにより東側の本庁舎は「庁舎棟」、西側の建物は「複合棟」という名称となり、市議会議場は複合棟の5階に移転することとなった。新議場は市側と議員の間に議長席を設ける全国的にも珍しい英国式の議場となっている。

### 委員会
- 議会運営委員会

#### 常任委員会
- 総務常任委員会
- 文教福祉常任委員会
- 経済民生常任委員会
- 建設水道常任委員会

#### 特別委員会
- 決算特別委員会
- 複合市民施設に関する調査特別委員会
- 議員定数に関する調査特別委員会

##### かつてあった特別委員会
- 福島市議会基本条例策定特別委員会
- 中核市移行に関する調査特別委員会
- 東京2020オリンピック・パラリンピック調査特別委員会
- 議会機能継続計画策定特別委員会

### 定例会
- 3月
- 6月
- 9月
- 12月

### 事務局
- 議会事務局
  - 総務課
    - 庶務係

  - 議事調査課
    - 議事係
    - 調査係

## 会派
| 会派名                     | 議員数 | 所属党派            | 議員名（◎は代表者）                                                                                 | 女性議員数 | 女性議員の比率(%) |
| -------------------------- | ------ | ------------------- | --------------------------------------------------------------------------------------------------- | ---------- | ----------------- |
| 真政会                     | 11     | 自由民主党系 無所属 | ◎白川敏明 浦野洋太朗 佐藤勢 七島奈緒 二階堂利枝 石山波恵 大平洋人 小松良行 半沢正典 黒沢仁 渡辺敏彦 | 2          | 18.18             |
| 真結の会                   | 9      | 自由民主党系 無所属 | ◎真田広志 菅原美智子 根本雅昭 斎藤正臣 川又康彦 鈴木正実 二階堂武文 尾形武 宍戸一照                 | 1          | 11.11             |
| ふくしま市民21             | 6      | 立憲民主党3 無所属3 | ◎高木克尚 遠藤幸一 佐原真紀 沢井和宏 石原洋三郎 羽田房男                                            | 1          | 16.67             |
| 公明党福島市議団           | 4      | 公明党              | ◎後藤善次 高木直人 丹治誠 小野京子                                                                  | 1          | 25                |
| 日本共産党福島市議会議員団 | 3      | 日本共産党          | ◎村山国子 山田裕 佐々木優                                                                           | 2          | 66.66             |
| 無所属                     | 1      | (議長・真政会)      | 萩原太郎                                                                                            | 0          | 0                 |
| 無所属                     | 1      | 社会民主党          | 三浦由美子                                                                                          | 1          | 100               |
| 計                         | 35     |                     | | 8          | 22.85             |

## 議員報酬と諸手当
| 役職   | 報酬            | 政務活動費      |
| ------ | --------------- | --------------- |
| 議長   | 月額 68万2000円 | 月額 10万0000円 |
| 副議長 | 月額 63万5900円 | 月額 10万0000円 |
| 議員   | 月額 59万9000円 | 月額 10万0000円 |

※別途期末手当あり

## 定数の推移
「福島市議会議員定数条例」によって定数が決められている。
- 2003年（平成15年）4月27日選挙 - 38人
- 2008年（平成20年）8月10日伊達郡飯野町編入増員選挙 - 1選挙区38人→2選挙区39人
- 2011年（平成23年）7月31日選挙 - 2選挙区39人→1選挙区38人
- 2015年（平成27年）7月12日選挙 - 38人→35人

## 議会出身者

### 福島町議会
- 鐸木三郎兵衛（衆議院議員）

### 福島市議会
- 油井徳蔵（貴族院議員）
- 石原洋三郎（衆議院議員）
- 内池久五郎（衆議院議員）
- 大島要三（衆議院議員）
- 佐藤恒晴（衆議院議員）
- 小杉善助（2代目福島市長）
- 佐藤沢（3代目福島市長）
- 佐藤元治（5代目福島市長）